# Un singe en hiver (chanson)
 (février 2011).
Si vous disposez d'ouvrages ou d'articles de référence ou si vous connaissez des sites web de qualité traitant du thème abordé ici, merci de compléter l'article en donnant les références utiles à sa vérifiabilité et en les liant à la section « Notes et références ».
Pour les articles homonymes, voir Un singe en hiver.
Singles de Indochine
Marilyn Electrastar (Live)
Pistes de Paradize
Comateen I -
Un singe en hiver est une chanson d'Indochine parue en 2002 sur l'album Paradize.
Les paroles ont essentiellement été écrites par le chanteur français Jean-Louis Murat, avec la collaboration de Nicola Sirkis et aussi de Rudy Léonet.
Texte riche en thématiques, elles peuvent notamment faire référence au groupe lui-même, à la colonie d'Indochine, à la guerre d'Indochine ou du Vietnam, à Bob Morane, mais aussi au livre Un singe en hiver (1959) d'Antoine Blondin (voire au film d'Henri Verneuil de 1962, avec comme vedettes Jean-Paul Belmondo et Jean Gabin).
La signification du titre du livre et de la chanson est donnée dans le livre lui-même : "En Chine, quand les grands froids arrivent, dans toutes les rues des villes, on trouve des tas de petits singes égarés sans père ni mère. On sait pas s'ils sont venus là par curiosité ou bien par peur de l'hiver, mais comme tous les gens là-bas croient que même les singes ont une âme, ils donnent tout ce qu'ils ont pour qu'on les ramène dans leur forêt, pour qu'ils trouvent leurs habitudes, leurs amis. C'est pour ça qu'on trouve des trains pleins de petits singes qui remontent vers la jungle".
La chanson était inachevée quand elle est sortie en 2002 dans l'album Paradize. Ce n'est qu'après qu'elle est travaillée et arrangée pour le single.

## Classements par pays
| Pays     | Meilleure position |
| -------- | ------------------ |
| France   | 19                 |
| Belgique | 15                 |
| Suisse   | 69                 |
| Suède    | -                  |